# Aguda Point
Aguda Point är en udde i Antarktis. Den ligger i Västantarktis. Argentina, Chile och Storbritannien gör anspråk på området.
Terrängen inåt land är kuperad åt sydväst, men norrut är den platt. Havet är nära Aguda Point åt nordost. Trakten är obefolkad. Det finns inga samhällen i närheten. 